# Генри де Перси, 7-й барон Перси
Генри де Перси (англ. Henry de Percy; ок. 1235 — 29 августа 1272) — английский аристократ, 7-й феодальный барон Перси из Топклифа с 1245 года, сын Уильяма де Перси, 6-го феодального барона Перси из Топклифа, от второго брака с Эллен де Бэллиол.

## Биография
Генри был старшим из 6 или 7 сыновей Уильяма де Перси, 6-го феодального барона Перси из Топклифа, от брака с Эллен де Бэллиол, происходившей из англо-шотландского рода Бэллиолов. В 1245 году умер его отец, после чего Генри унаследовал обширные владения в Йоркшире, Линкольншире и Хэмпшире. В тот момент он был несовершеннолетним. В начале 1249 года он предложил 900 фунтов, чтобы получить под управление свои земли и дозволение вступать в брак.
В рыцари Генри был посвящён до июня 1257 года, когда находился в составе армии короля Генриха III в Уэльсе. В 1259 году Генри показан в числе сторонников графа Глостера в соглашении с принцем Эдуардом, что указывает на тот факт, что первоначально Генри поддерживал баронское движение реформы. Но позже Перси оказался среди сторонников короля. В 1263 году он был среди баронов, которые засвидетельствовали документ, в котором король Франции Людовик IX в рамках урегулирования спора между Генрихом III и мятежными баронами поддержал английского короля.
Во время осады Нортгемптона в апреле 1264 года Перси находился в королевской армии, затем он сопровождал короля к Рочестерскому замку. 14 мая Перси находился в составе королевской армии, которая была разбита армией Симона де Монфора в битве при Льюисе. В результате Перси попал в плен, в котором находился до гибели Монфора в битве при Ившеме, состоявшейся 4 августа 1265 года.
Генри умер 29 августа 1272 года. Он был женат на Элеаноре де Варенн, старшей дочери Джона де Варенна, 6-го графа Суррея, близкой родственнице короля Генриха III. Согласно поздним генеалогиям от этого брака родилось трое сыновей — Уильям, Джон и Генри, однако в настоящее время найдены документальные доказательства существования только Джона и Генри. В итоге наследником Генри стал его младший одноимённый сын, родившийся уже после смерти отца — около 25 марта 1273 года.
Тело Генри было похоронено в аббатстве Соли в Йоркшире. Позже рядом с ним была похоронена и жена.

## Брак и дети
Жена: с 8 сентября 1268 года (Йорк) Элеанора де Варенн (1251 — после 1282), дочь Джона де Варенна, 6-го графа Суррея, и Алисы де Лузиньян. Дети:
- Уильям де Перси[К 2]
- Джон де Перси (1270 — между 16 июня 1285 и 20 июля 1293)
- Генри де Перси (ок. 25 марта 1273 — 2/10 октября 1314), 8-й феодальный барон Перси, 1-й барон Перси из Алника с 1299

## Комментарии
1. ↑  Алиса де Лузиньян, мать Элеаноры, была единоутробной сестрой Генриха III[2].
2. ↑  В настоящее время не существует документальных доказательств его существования[2].